# Lethrus gissaricus
Lethrus gissaricus är en skalbaggsart som beskrevs av Nikolajev 1976. Lethrus gissaricus ingår i släktet Lethrus och familjen tordyvlar. Inga underarter finns listade i Catalogue of Life.